# Malla (Provinz Barcelona)
Malla ist eine katalanische Gemeinde (Municipio) mit 272 Einwohnern (Stand: 2024) in der Provinz Barcelona im Nordosten Spaniens. Sie liegt in der Comarca Osona. Neben dem Hauptort Malla besteht die Gemeinde aus der Ortschaft Torrellebreta sowie weiteren Weilern.

## Geographie
Malla liegt etwa 54 Kilometer nördlich von Barcelona in einer Höhe von ca. 580 m.

## Demografie
| 1900 | 1930 | 1950 | 1970 | 1981 | 1991 | 2001 | 2011 | 2021 |
| ---- | ---- | ---- | ---- | ---- | ---- | ---- | ---- | ---- |
| 388  | 547  | 461  | 339  | 283  | 247  | 239  | 266  | 274  |

## Sehenswürdigkeiten

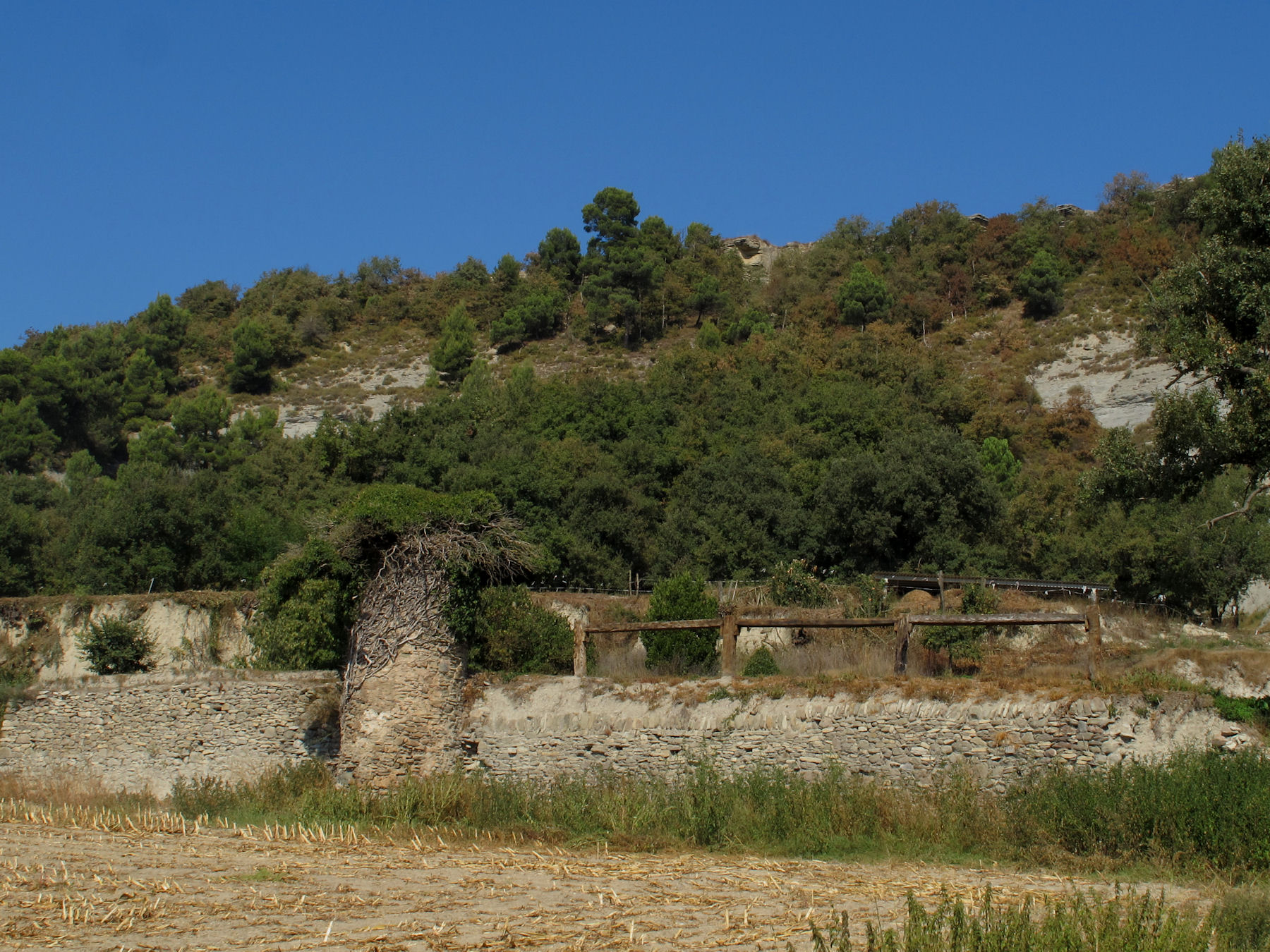
Burganlage
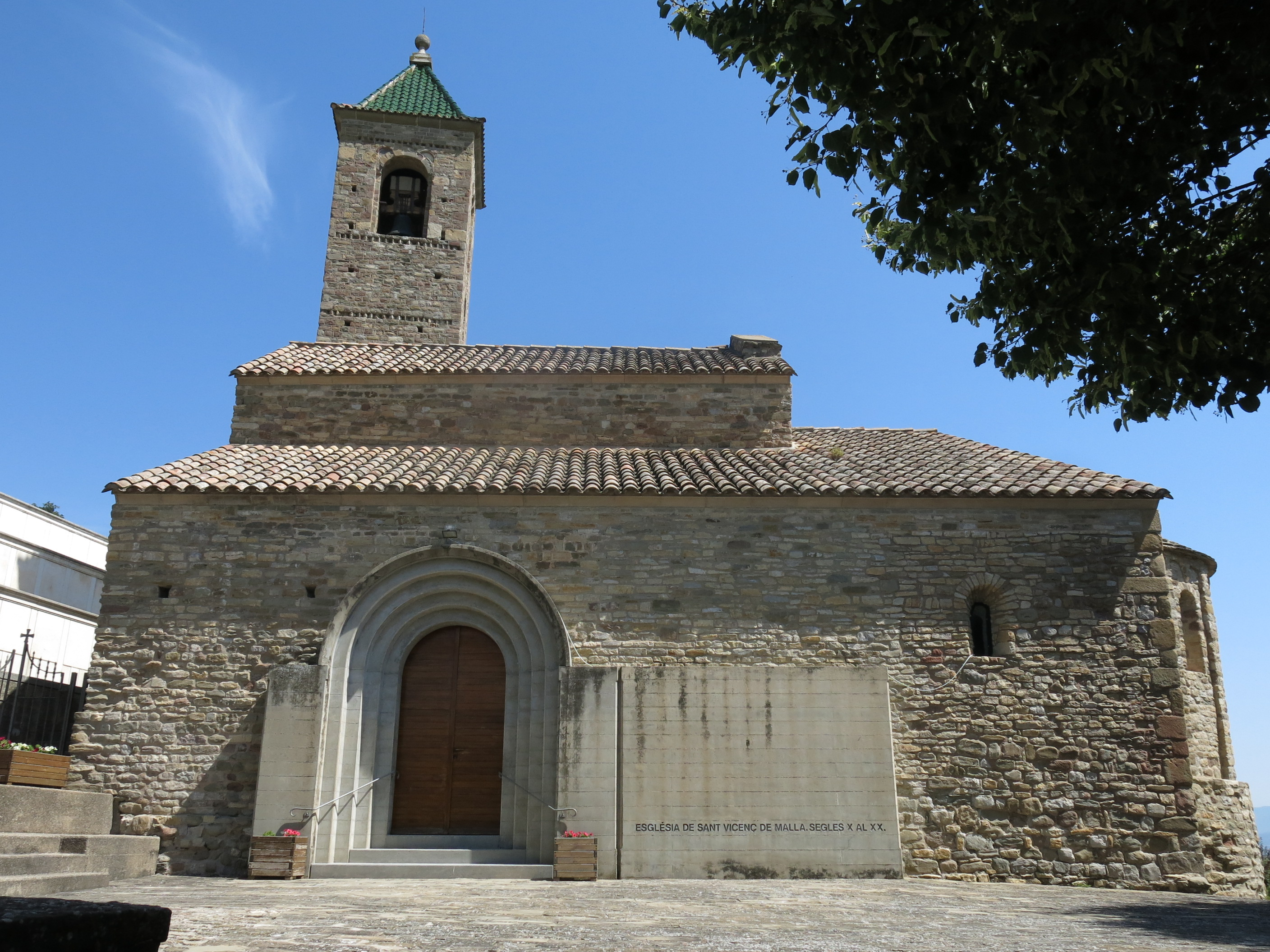
Vinzenzkirche

- Burganlage
- Vinzenzkirche

## Persönlichkeiten
- Joaquim Vilarrúbia i Garet (1902–1987), Entomologe
- Irene Solà (* 1990), Schriftstellerin